# Blu-ray Audio
High Fidelity Blu-ray Pure Audio, más conocido como Blu-ray Audio, es un disco óptico que se empezó a comercializar en 2013 a iniciativa de Universal Music. Este disco es una versión del Blu-ray concebido para escuchar música en equipos de alta fidelidad (Hi-fi). Es el sucesor del extinto DVD-Audio; una de las grandes diferencias respecto a su predecesor, es que el Blu-ray Audio se puede reproducir en cualquier reproductor de Blu-ray, a diferencia del DVD-A que necesitaba un reproductor compatible. El Blu-ray Audio reproduce música en tres formatos de alta fidelidad: LPCM, Dolby TrueHD y DTS-HD Master Audio, todos ellos pueden escucharse tanto en sonido envolvente 5.1 como en estéreo. Posee una profundidad de 24 bits y una frecuencia de muestreo de 192 kilohercios (kHz), a diferencia del CD que está limitado a 16 bits y 44.1 kHz. Este formato no tenía como objetivo reemplazar al CD, pues estaba enfocado a un sector distinto del mercado, como audiófilos o personas que cuentan con equipos Hi-fi y desean escuchar música con la mayor calidad y fidelidad posible.
Tras pocos años en el mercado, el BDA no logró cumplir las expectativas y acabó decayendo, especialmente fuera de los Estados Unidos, siguiendo así el mismo camino que sus antecesores. El escaso catálogo disponible, su elevado precio, el resurgir del disco de vinilo y la irrupción de páginas web dedicadas a la venta de música digital en HD como HDtracks, propiciaron su fracaso.